# Spud Webb
Pour les articles homonymes, voir Webb.
Anthony Webb dit Spud Webb, né le 13 juillet 1963 à Dallas au Texas, est un joueur américain de basket-ball ayant évolué en NBA.
Spud Webb est notamment célèbre pour avoir remporté le concours de dunks du NBA All-Star Game 1986 devant des as de la discipline tels que Dominique Wilkins (son coéquipier de l’époque aux Hawks d'Atlanta), alors qu'il ne mesure lui-même qu'1,68 m.

## Biographie
Après 2 années passées à l’université d’État de North Carolina, Spud Webb se présente à la Draft 1985 de la NBA. Il est choisi par les Pistons de Détroit en 87e position mais ne se voit pas accorder le droit de participer aux camps d’été pour débutants. Les Hawks d'Atlanta s’empressent alors de faire venir le jeune meneur en Géorgie où il passera ses 6 premières années de NBA. Il termine sa première saison en tant que doublure de Doc Rivers avec des moyennes de 7,8 points et 4,3 passes alors qu’Atlanta remporte 16 matches de plus que la saison précédente.
Cette saison 1985-1986 marque le début d’une période faste pour les Hawks. Portés par Dominique Wilkins et Kevin Willis, ils atteindront 4 années d’affilée un total d’au moins 50 victoires en saison régulière et se qualifieront 5 fois en 6 ans pour les play-offs dont ils ne dépasseront néanmoins jamais le 2e tour. Durant ces 6 années, Spud Webb doit surtout se contenter du rôle de doublure du meneur de jeu. Il va néanmoins acquérir une grande notoriété dans le courant de l’année 1986.
Alors rookie (joueur débutant), Spud Webb se présente au slam dunk contest du All-Star Game dont il est l'une des principales attractions. La légende dit que Spud a réussi son premier dunk alors qu’il ne mesurait qu'1,60 m. Dès lors, rien d’étonnant à le retrouver au milieu des plus grands spécialistes de la discipline. Après une série impressionnante couronnée notamment de 2 notes parfaites (50), le numéro 4 des Hawks est proclamé vainqueur de la compétition.
Spud Webb signe en 1990-1991 ce qui sera à la fois la meilleure et la dernière saison de son premier passage chez les Hawks. Il tourne à 13,4 points et 5,6 passes mais l’équipe vieillissante échoue à nouveau au premier tour des playoffs. Spud Webb s’engage alors avec les Kings de Sacramento, une des franchises les plus faibles de la ligue.
Arrivé en même temps que Mitch Richmond, ancienne star des Warriors de Golden State, Spud Webb voit son temps de jeu augmenter significativement. Il en profite pour signer en 1991-1992 la meilleure saison de sa carrière avec 16 points et 7,1 passes de moyenne par match. En 1994-1995, il achève sa cinquième saison consécutive à plus de 10 points et 6 passes de moyenne mais l’équipe ne parvient toujours pas à décrocher une place en play-offs.
À l'été 1995, Spud Webb fait le chemin inverse pour retourner à Atlanta dont la franchise est ancrée solidement dans le milieu des classements de la NBA. Il n’y jouera que 51 matches avant de prendre la direction de Minnesota en cours de saison en échange de Christian Laettner. En 26 matches il affiche des statistiques moyennes de 9,4 points et 5,9 passes.
En 1996-1997, Spud Webb tente l’aventure de l’Europe dans le club italien de Scaligera Verona. À 34 ans, il revient pour un dernier défi en NBA avec le Magic d'Orlando qui ne durera que le temps de 4 matches.

## Clubs successifs
- 1985-1991 :  Hawks d'Atlanta
- 1991-1995 :  Kings de Sacramento
- 1995-1996 :  Hawks d'Atlanta puis Timberwolves du Minnesota
- 1996-1997 :  Scaligera Verona
- 1997-1998 :  Magic d'Orlando